# Faramontaos (La Merca)
Faramontaos (llamada oficialmente San Xes de Faramontaos) es una parroquia y un lugar del municipio español de La Merca, en la provincia de Orense, Galicia.

## Toponimia
La parroquia también es conocida por el nombre de San Ginés de Faramontaos.

## Organización territorial
La parroquia está formada por cinco entidades de población:
- Cabanas de Abaixo
- Cabanas de Ferro
- Cabanas de Loureiro
- Faramontaos
- Pontefechas (Ponte Fechas)

## Demografía

### Parroquia
| Gráfica de evolución demográfica de Faramontaos (parroquia) entre 2000 y 2022 |
|                                                                               |
| Datos según el nomenclátor publicado por el INE.                              |

### Lugar
| Gráfica de evolución demográfica de Faramontaos (lugar) entre 2000 y 2022 |
|                                                                           |
| Datos según el nomenclátor publicado por el INE.                          |